# Club Ciclista Juninense
El Club Ciclista Juninense es una institución deportiva de la ciudad de Junín, provincia de Buenos Aires, fundada el 6 de noviembre de 1923. Es el máximo participante de la segunda categoría del básquet argentino hoy llamada Liga Argentina, ex TNA. 
Participó en 3 temporadas en la liga A: 2005/06, 2006/07 y 20014/15, productos del Ascenso frente a Sionista en 2005 y el campeonato logrado, su primer estrella profesional, ante Instituto. 
En la historia del club también es recordado el 19 de marzo de 2006 cuando, justamente en liga A, le ganó y mandó al descenso a su clásico rival Argentino de Junin. Un cachetazo de Mauro Bulchi, a falta de 0,04 segundos, sentenció a los turcos con una mancha que no se borrará jamás.

## Historia
El Club Ciclista Juninense fue fundado el 6 de noviembre de 1923 por un grupo de amigos que desde el 1 de agosto de ese año ya se estaban pagando una cuota mensual de $ 0,50.
El intento fundacional se frustró dos veces anteriores y finalmente ese 6 de noviembre, con la presencia de 23 personas, quedó concretado el nacimiento del club, con el deseo de fomentar el ciclismo en la localidad. Salvador Campo, primer presidente del club decidió alquilar por 300 pesos un terreno al Hospital de Caridad, para hacer una pista. Se colocó una bomba para sacar agua y una casilla de zinc de 3,50 por 4 metros. Las primeras carreras se realizaron el 11 de noviembre de ese mismo año.

### Colores
Dado que los integrantes de la primera comisión directiva eran de origen italiano y español, cada uno de los grupos quería imponer los colores de su simpatía. Los primeros, rojo, verde y blanco; los segundos rojo y amarillo.
En una reunión del 28 de abril de 1925 por desempate del presidente, finalmente, se decidió por los primeros colores a rayas horizontales. Como coronario hubo una camiseta con fondo blanco, a rayas horizontales rojas y verdes con vivos en su cuello y mangas. Al poco tiempo, se generaliza la roja y verde vertical debido a que confeccionar camisetas a rayas horizontales eran más caras para la época.

### Inauguración del estadio
La inauguración oficial del actual estadio de Ciclista se produjo el 10 de diciembre de 1955, con una gran cena a la que concurrieron cerca de 1000 personas. El en ese entonces presidente Antonio Seisdedos dijo ``Los que le dieron vida a Ciclista,  lo hicieron con la plena confianza en el éxito, con la mirada fija en un futuro de grandeza´´. 
En agosto de 2008 fue rebautizado, en honor a Raúl Merlo, jugador que vistió la camiseta del club y se retiró en el mismo.

### Historia de Ciclista en el baloncesto
Ciclista comenzó jugando en el Torneo Nacional de Ascenso en mediados de la década de 1990 gracias a la invitación de la Asociación de Clubes de Básquetbol (ADC) al considerar al club un grande del básquet y de la zona. En la temporada 2004-05, logró el ascenso a la Liga Nacional de Básquet tras haber salido subcampeón.
En el 2005 el club consiguió el salto a la Liga Nacional, tras vencer por 76-70 a Sionista en el Coliseo del Boulevard, que lució repleto para la ocasión y explotó en el final. Contra Sionista la serie se definió con un tremendo 3 a 2 ya que Ciclista ganó el primero por 92-85, luego perdió por 88-84, posteriormente cosechó una nueva derrota por 87-86, triunfó por 71-68 y salió victorioso en el último choque. El entrenador fue Adrián Capelli que fiel a su estilo consiguió armar una alineación que mezcló varios condimentos para poder gritar campeón, como juego, actitud, compañerismo y tranquilidad en momentos claves de los play off. En tanto el presidente era Miguel Enecoiz.
En la temporada 2005-06 participó en el Súper 8, torneo en el cual participan los mejores ocho equipos del país. En esa temporada terminó en el 8.º puesto eliminando a River Plate de visitante, llenando el Monumental de Núñez con más de 1000 personas.[cita requerida]
En la temporada 2006-07 Ciclista no tuvo un buen desempeño. El partido que menos esperaba la gente de Ciclista llegó: en La Bombonerita a Ciclista le tocó volver al Torneo Nacional de Ascenso. A pesar de la dura derrota la gente de Ciclista se hizo presente en gran cantidad, con alrededor de mil personas y aplaudió el esfuerzo hecho por sus jugadores.[cita requerida]
Hace años, el 19 de marzo de 2006, se dio uno de los partidos más increíbles de la historia de la Liga. Su clásico rival, Argentino de Junín, vencía por 5 a Ciclista faltando 15 segundos, pero perdió y se fue al descenso, tras un cachetazo de Bulchi luego de un libre fallado por Cangelosi, sobre la chicharra.
En la temporada 2013-14 logró el ascenso a la máxima categoría saliendo campeón frente a Instituto (3 a 0) con la concurrencia de 500 personas verde y rojas en córdoba y del MVP de la temporada, Luciano Massarelli. El plantel estuvo conformado por los siguientes jugadores: Palacios, Massarelli, Maldonado, Tamburini, Gandolfo, Douglas, Hernández, Roberto Acuña, Zárate, Pícton y Romero. El entrenador fue Julián Pagura como entrenador y Federico Fernández de asistente.

### Comisión directiva actual
- Presidente: Miguel Had
- Vice Presidente: Fabian Álvarez
- Secretaria: Celeste Moreno
- Pro Secretario: Aldo Griseli
- Tesorero:
- Pro Tesorero:
- Responsable de Prensa: Mauricio Oliva
- Coordinador Deportivo: José "Pepe" Moreno
- Entrenador principal equipo profesional: Daniel Jaule
- Asistente técnico equipo profesional: Gonzalo Castillo
- Entrenador Formativas: Sebastian Villalva y Sandra Ibarra

## Instalaciones

### Estadio "El Coliseo del Boulevard"

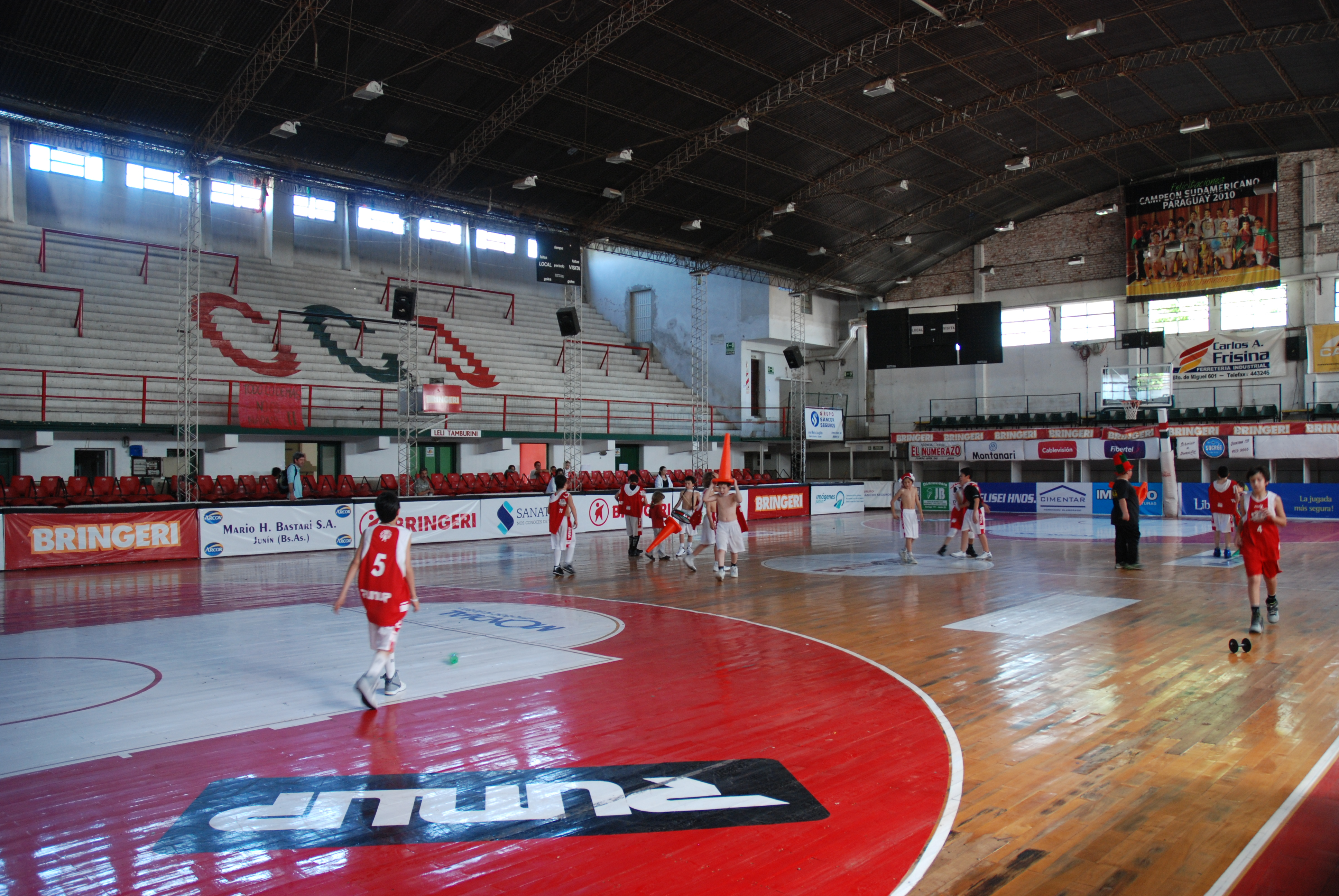
Estadio El Coliseo del Boulevard

Ciclista Juninense disputa sus partidos como local en el Estadio Coliseo del Boulevard, con capacidad para 3000 espectadores. Está ubicado en la avenida San Martín al 570 en la ciudad de Junín y fue inaugurado el 10 de diciembre de 1955.

## El clásico con Argentino de Junín
Ciclista disputa con Argentino de Junín el clásico local. Los clubes se vienen enfrentando tanto en segunda división como en Liga Nacional y en Copa Argentina, en la cual jugaron desde 2002 hasta 2010 y se enfrentaron en algunas ediciones, dependiendo del formato.
El primer partido que enfrentó a estos dos clubes en el básquet a nivel nacional fue el 6 de noviembre de 1999, en el marco de la séptima fecha de la primera fase de la temporada 1999-2000 del Torneo Nacional de Ascenso. A ese encuentro llegaban ambos equipos con tres victorias y tres derrotas, y se disputó en cancha de Ciclista Juninense, el Coliseo del Boulevard. Con televisación de TyC Sports Argentino dominó el encuentro y ganó el primer clásico que se disputó por torneos nacionales.
Un clásico destacado fue aquel que se jugó en la Liga Nacional de 2006. En esa temporada Argentino contó con un equipo de alto presupuesto mientras que Ciclista se había armado para mantener la categoría. Se avecinaba el cierre de la fase regular y Argentino marchaba en los últimos puestos de la tabla, siendo condenado a descender de manera directa, pues no había play-off por la permanencia. En la fecha 27 Argentino se salvó de descender pues Ciclista venció a un rival directo en la pelea por el descenso, Belgrano de San Nicolás, mientras que el equipo turco perdió en su visita a River Plate. Argentino, con chances de salvar la categoría, visitaba en la fecha 28 a Ciclista, que marchaba en la mitad de la tabla. Tras ir ganando gran parte del partido, a falta de pocos segundos Ciclista logró un doble, de parte de Mauro Bulchi, que llevó a que Ciclista gane el clásico y a su vez condenó matemáticamente a Argentino al descenso.

## Datos del club
- Temporadas en primera división: 3 (2005-06 a 2006-07 y 2014-15)
  - Mejor puesto en la liga: 8.º, eliminado en cuartos de final (2005-06)
  - Peor puesto en la liga: 18.º (de 18, 2014-15)
- Temporadas en segunda división: 17 (1994-95 a 1995-96, 1998-99 a 2004-05, 2007-08 a 2013-14, 2015-16 a actualidad)
  - Mejor puesto en la liga: campeón (2013-14)
  - Peor puesto en la liga: 15.º, descendió (de 16, 1994-95, 1995-96)
- Participaciones en Copa Argentina: 9, todas (2002 a 2009)
  - Mejor puesto: eliminado en tercera ronda (2005)
  - Peor puesto: eliminado en primera fase (2002, 2003, 2006, 2007, 2008, 2009)